# Cuora mouhotii
Espèce
Synonymes
- Cyclemys mouhotii Gray, 1862
- Pyxidea mouhotii obsti Fritz, Andreas & Lehr, 1998

Statut de conservation UICN

 EN A1d+2d : En danger
Statut CITES
Cuora mouhotii ou Tortue-boîte à trois carènes est une espèce de tortues de la famille des Geoemydidae.

## Répartition
Cette espèce de tortue terrestre se rencontre :
- en Chine dans les provinces du Guangdong, du Guangxi, du Hainan, du Hunan et du Yunnan ;
- en Inde dans les États d'Arunachal Pradesh, en Assam et au Meghalaya ;
- en Birmanie ;
- au Laos ;
- au Viêt Nam.

Sa présence est incertaine en Thaïlande et au Mizoram.
On la trouve dans les fourrés et les forêts tropicales, parfois en altitude.

## Description
Sa dossière (carapace) mesure en moyenne entre 13 et 15 cm et peut atteindre jusqu'à 18 cm. Elle se caractérise par une marginale postérieure dentelée et trois carènes dorsales.
Comme toutes les tortues-boîtes, elle peut se rétracter dans sa carapace lorsqu'elle est menacée.
Elle pond de 1 à 7 œufs. A la naissance, après une centaine de jours d'incubation, les petits mesurent entre 3,5 et 4 cm de long.

## Liste des sous-espèces
Selon TFTSG (14 juin 2011) :
- Cuora mouhotii mouhotii (Gray, 1862)
- Cuora mouhotii obsti Fritz, Andreas & Lehr, 1998

## Publications originales
- Gray, 1862 : Notice of a new species of Cyclemys from the Lao Mountains, in Siam. Annals and Magazine of Natural History, ser. 3, vol. 10, p. 157 (texte intégral).
- Fritz, Andreas & Lehr, 1998 : Eine neue Unterart der Dreikiel-Scharnierschildkröte, Pyxidea mouhotti (Gray, 1862) (Reptilia: Testudines: Bataguridae). Zoologische Abhandlungen, Staatliches Museum für Tierkunde in Dresden, vol. 50, no 3, p. 33-43.